# 九资河镇
九资河镇，是中华人民共和国湖北省黄冈市罗田县下辖的一个乡镇级行政单位。

## 行政区划
九资河镇下辖以下地区：
七娘山村、马岔河村、黄石河村、炉子山村、王家铺村、徐凤冲村、滥泥畈村、黄泥塘村、花油畈村、河西畈村、圣仁堂村、张家咀村、九资河村、麒麟畈村、七里河村、韩婆岭村、汪家畈村、葫芦石村、中垸村、邱家垸村、罗家畈村、官基坪村、赵家坳村、唐家畈村、台子垸村、五条路村、大地坳村、龚家铺村、余家坳村、关家山村、郑家坳村、廖家边村、文家畈村、木瓜园村、平坦园林场生活区、小寨生活区和三省垴生活区。

## 中国传统村落
2013年8月，官基坪村罗家大垸被评为第二批中国传统村落。